# Anna Platt
Anna Platt, född 1977 i Linköping, är en svensk manusförfattare och författare.
Anna Platt tillbringade sina första år i Los Angeles, USA och flyttade 1985 till Linköping. Hon har studerat dramatik i Dublin, regisserat kortfilmer och varit verksam som manusförfattare för film och tv sedan 2008. 2017 debuterade hon som romanförfattare med Vi faller som fick ett positivt mottagande av flera kritiker.

## Filmografi
- Saknad, regi 2008
- Slaktarens vals, manus 2014
- Kärlek deluxe, manus 2014
- Orions ögon, manus 2016
- 58 minuter, manus 2022